# Biserica de lemn din Prisaca

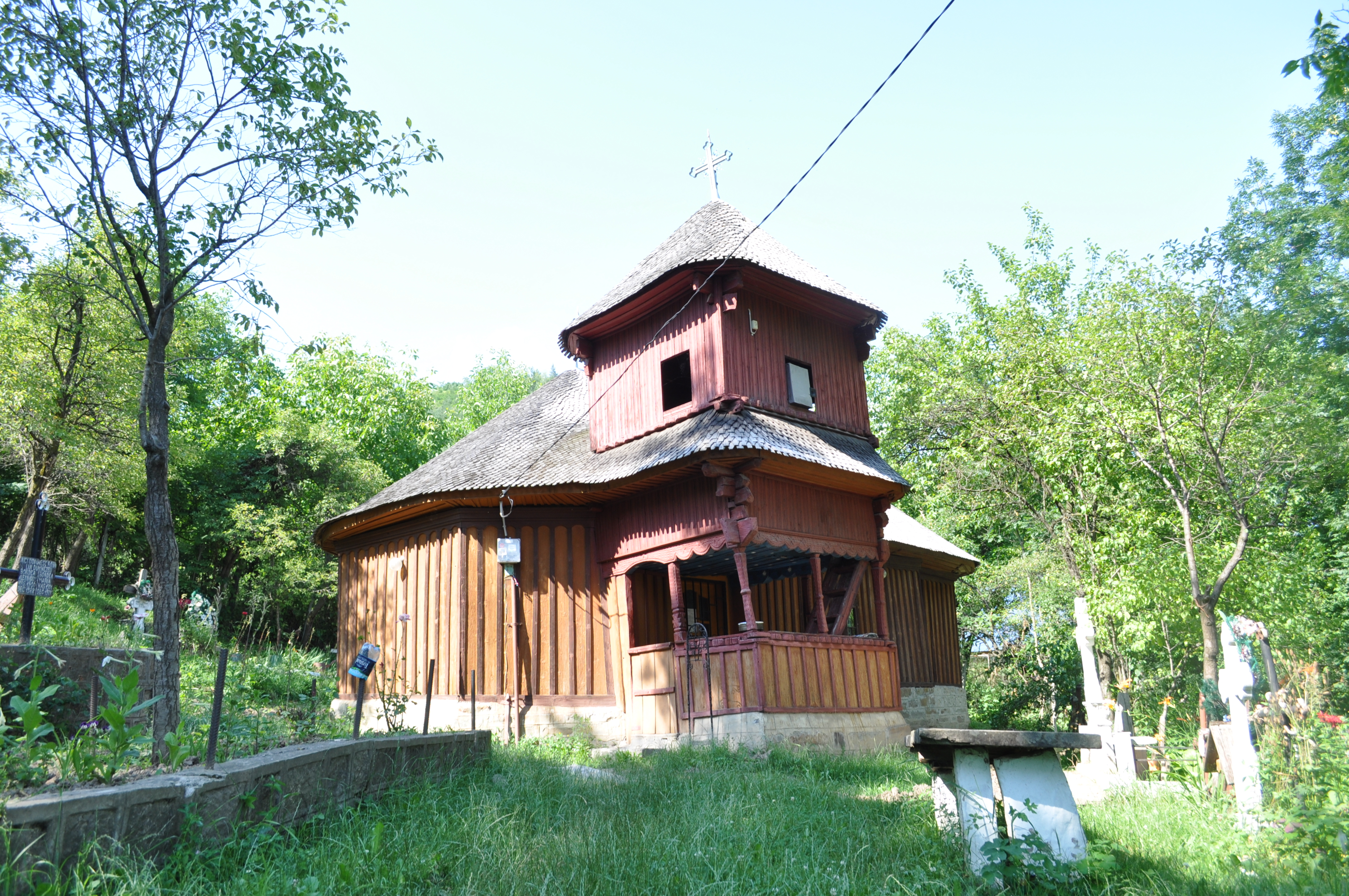
Biserica de lemn „Sfântul Nicolae” din Prisaca, comuna Valea Sării, județul Vrancea, foto: iulie 2011.

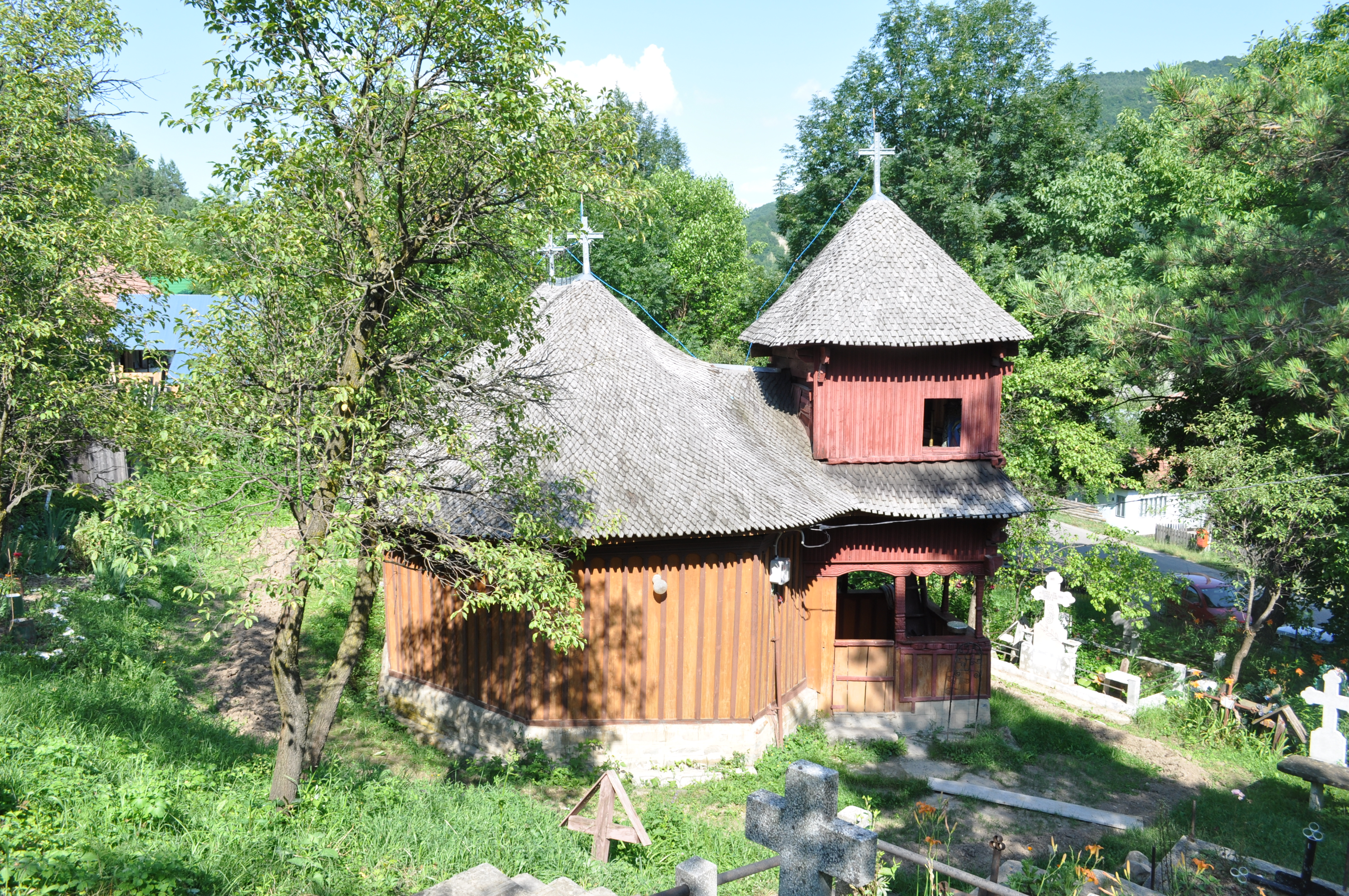
Biserica (nord)

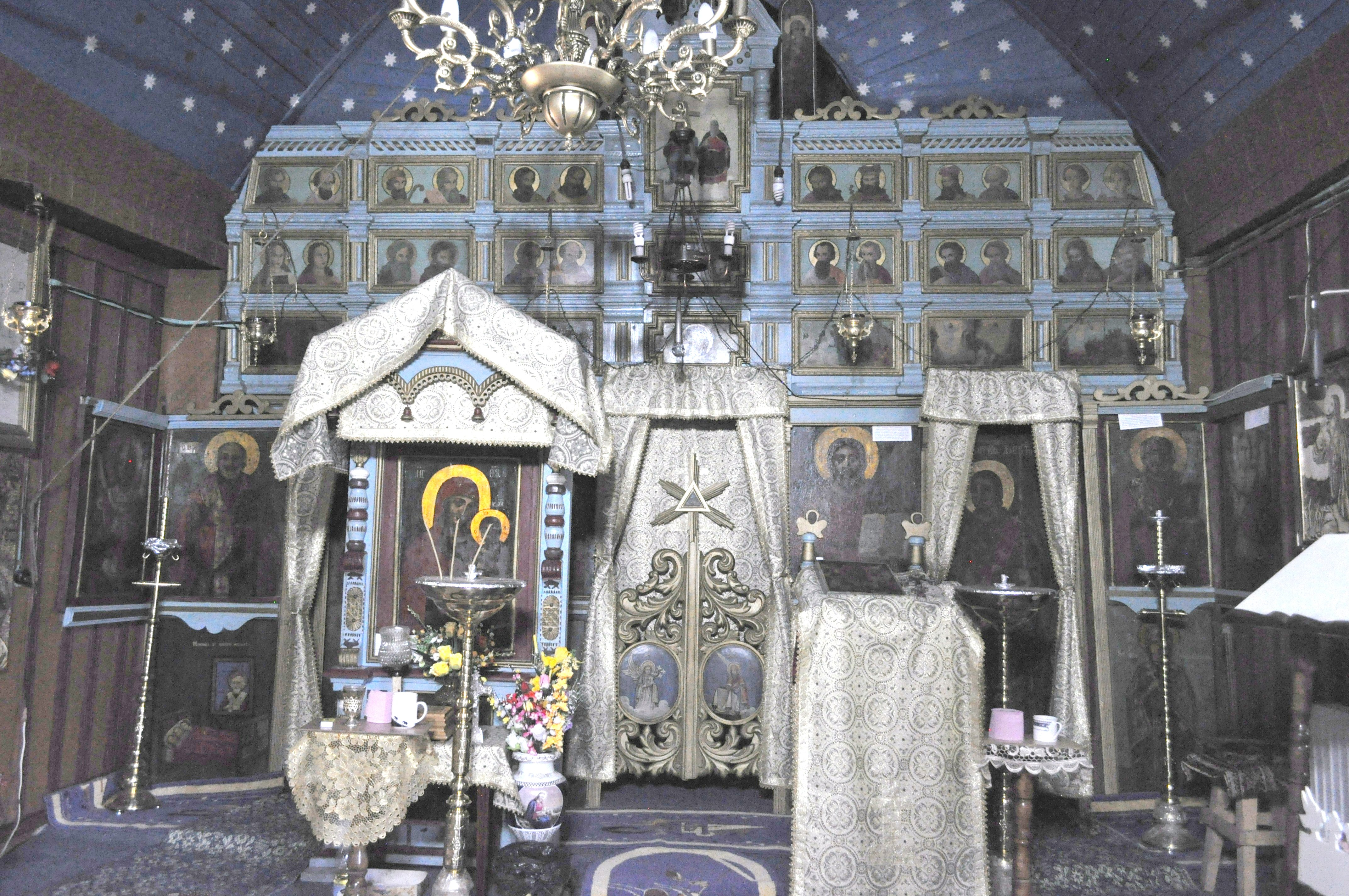
Interiorul navei

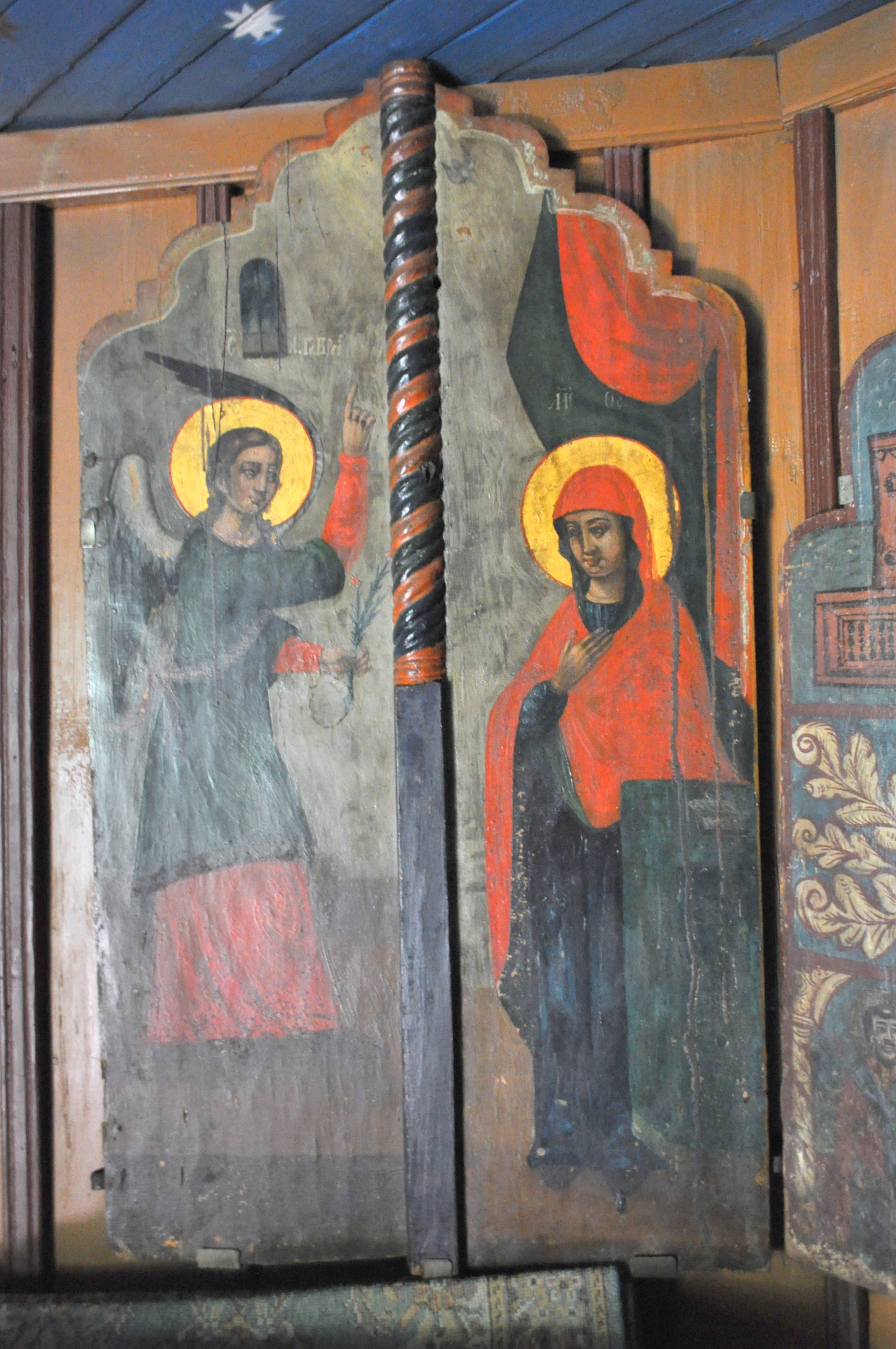
Ușile împărătești

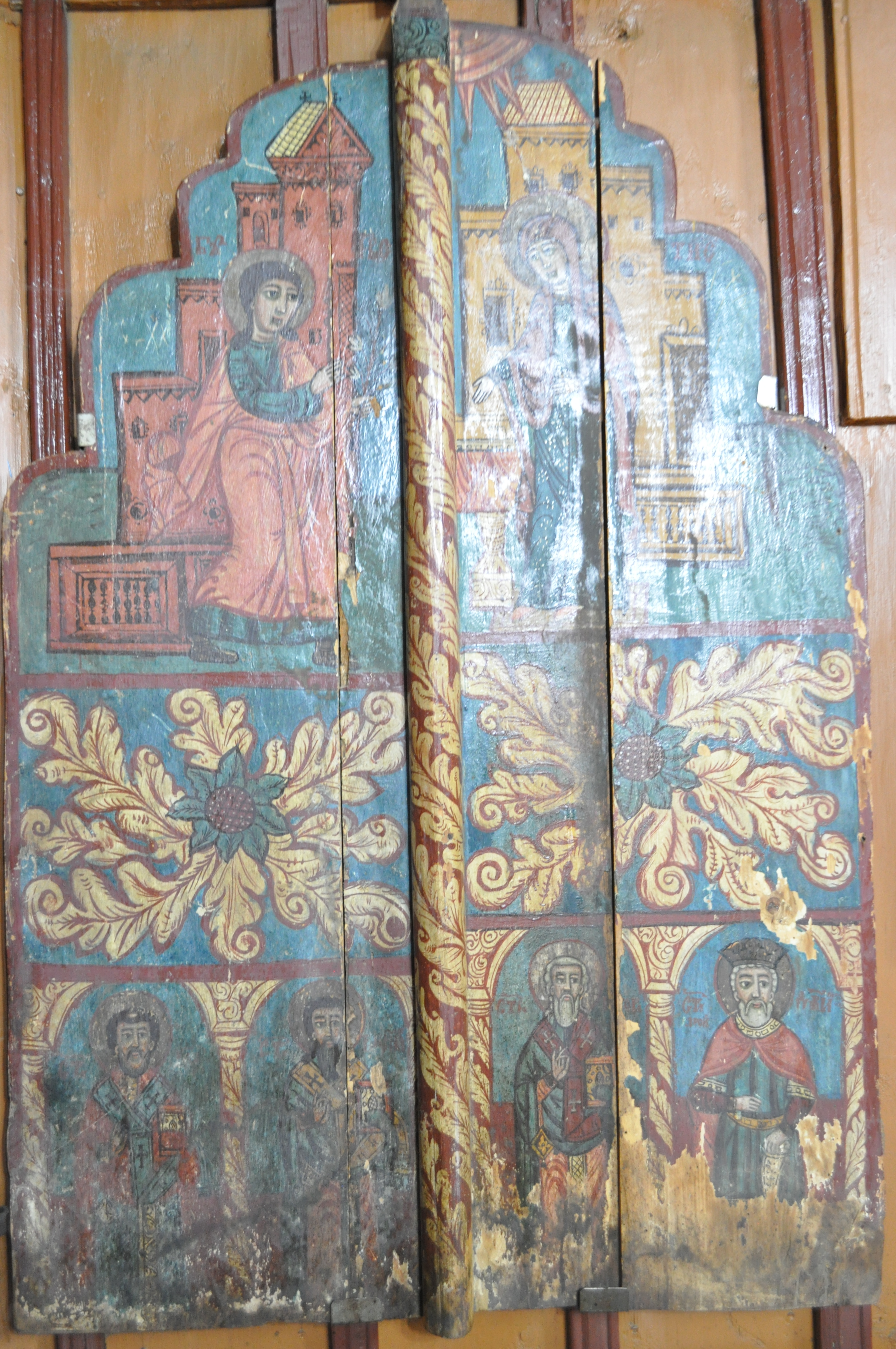
Al doilea rând de uși împărătești

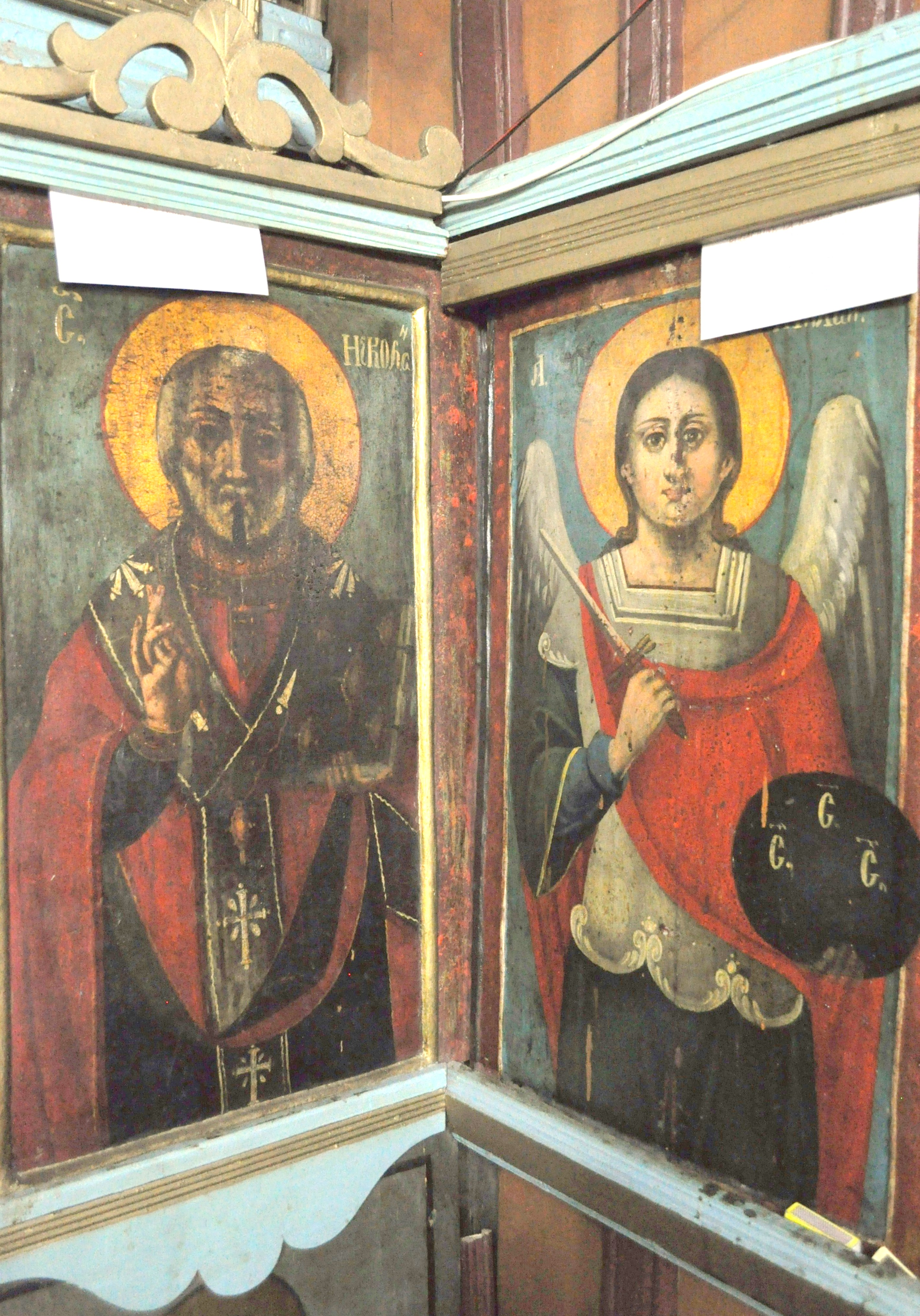
Icoanele vechi la catapeteasmă

Biserica de lemn din Prisaca, comuna Valea Sării, județul Vrancea a fost ridicată în secolul XVIII. Figurează pe Lista Monumentelor Istorice din anul 2010 Cod LMI:  VN-II-m-A-06554.

## Istoric și trăsături
Biserica „Sfântul Nicolae” din Prisaca a fost ctitorită în secolul al XVIII-lea folosindu-se o tehnică constructivă veche. Pentru biserica „Sf. Nicolae” din Prisaca nu dispunem de date certe, care să poată determina o datare certă; singura probabilitate este dată de documentația ce
face referire la existența satului în secolul al XVIII-lea și a tipologiei construcției. Probabil că satul este mai vechi dar, singurul document oficial este reprezentat de harta tipărită la Amsterdam pentru Statul Major al Rusiei, printre cele 22 de așezări aflându-se și satul „Prisak”.
Biserica s-a ridicat pe o temelie făcută din bolovani de râu, fiind înălțată din bârne din lemn de stejar. Este o construcție de tip navă cu absidele de est și de vest poligonale și cu absida altarului în decroș.
Întregul edificiu a fost pardosit cu scânduri de lemn folosindu-se cioplitura și crestătura în realizarea unor ornamente geometrice, acoperișul fiind realizat din șarpantă de lemn cu învelitoare de șindrilă. În interior, încă se mai păstrează două fragmente din vechea catapeteasmă pictată în anul 1820 și donate de către „Tetorii bisericii acesteia, Gheorghe Enoiu”.

## Imagini din exterior

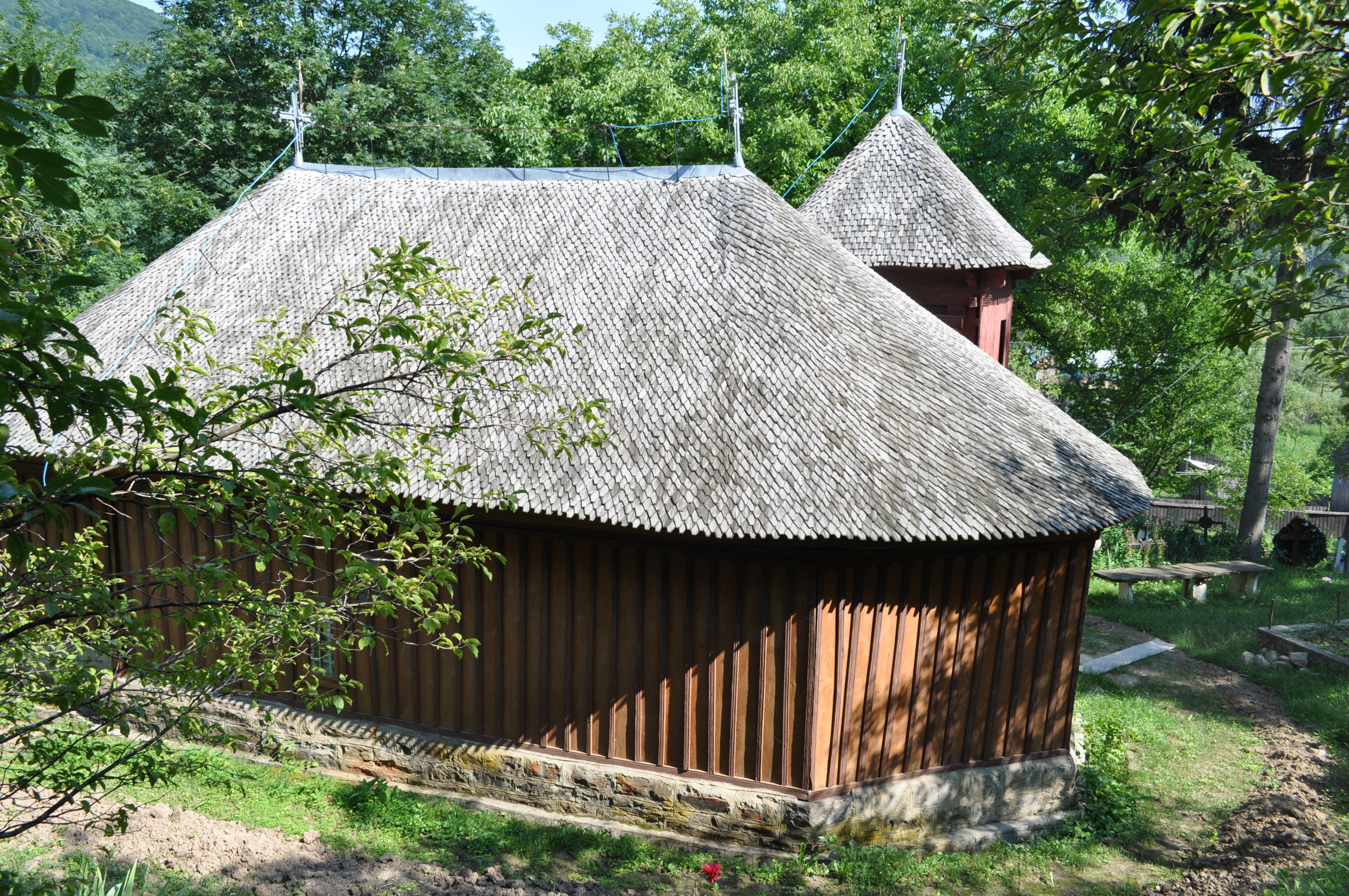
Biserica (nord-vest)
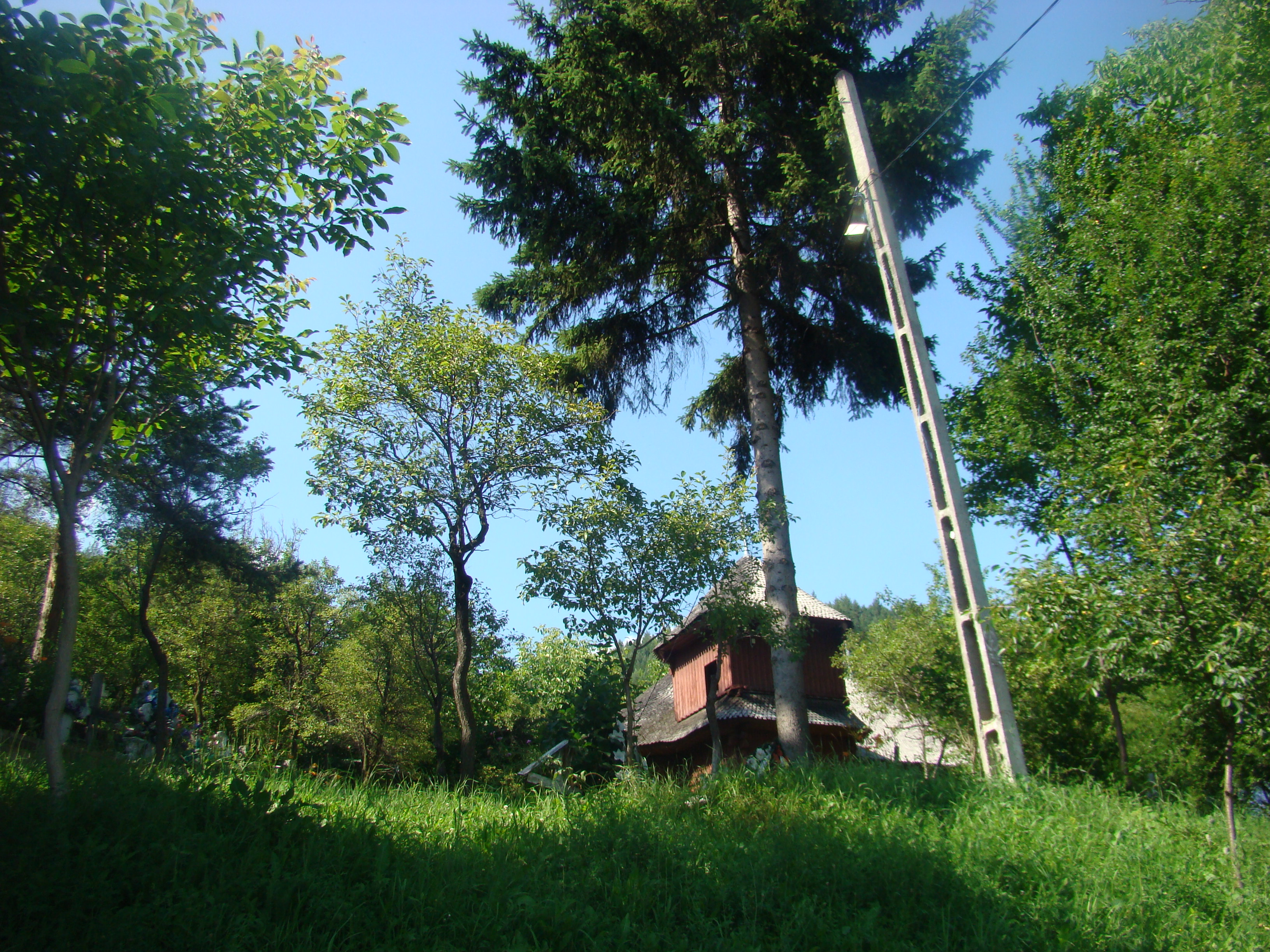
Biserica în vârf de deal
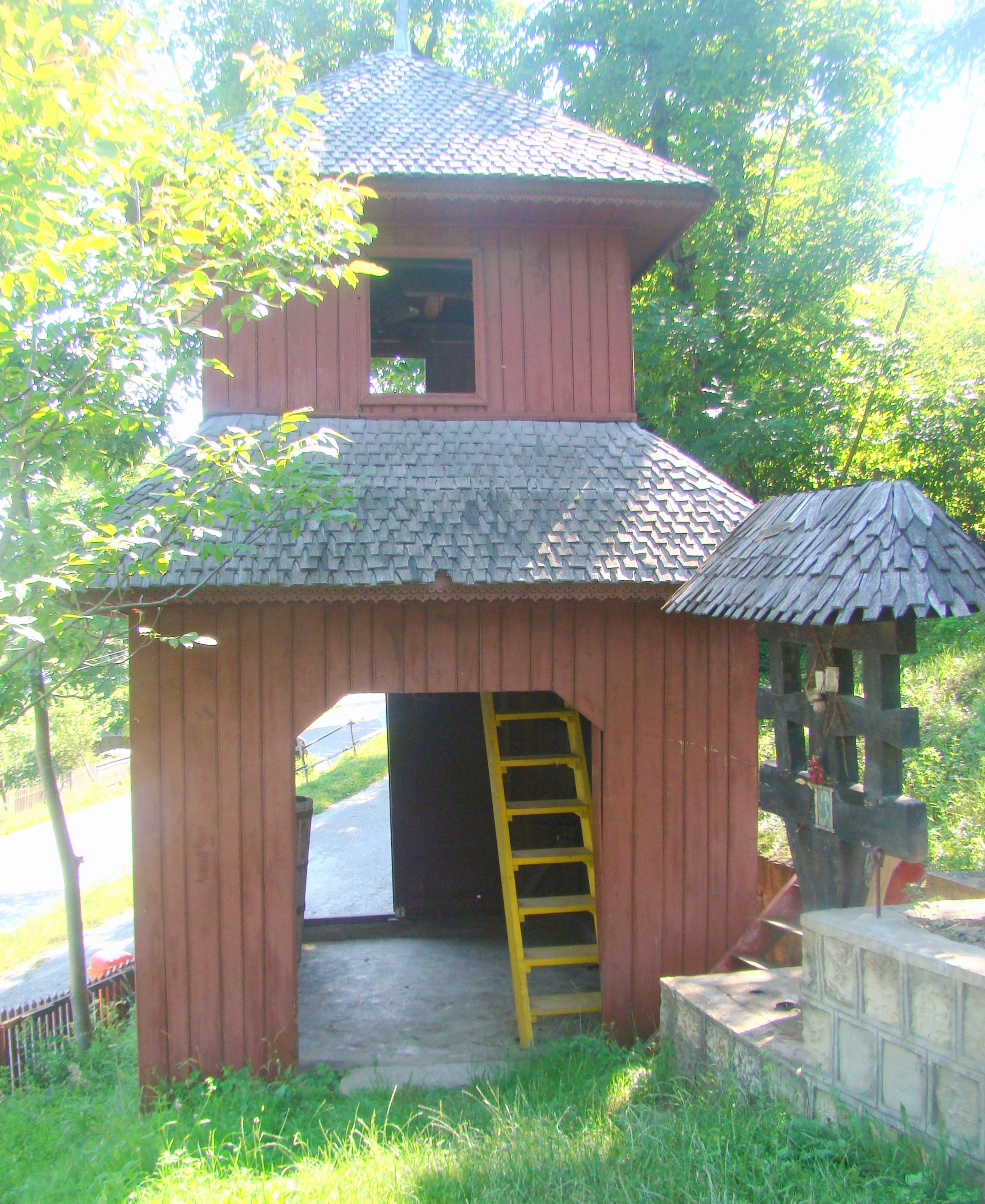
Turnul-clopotniță
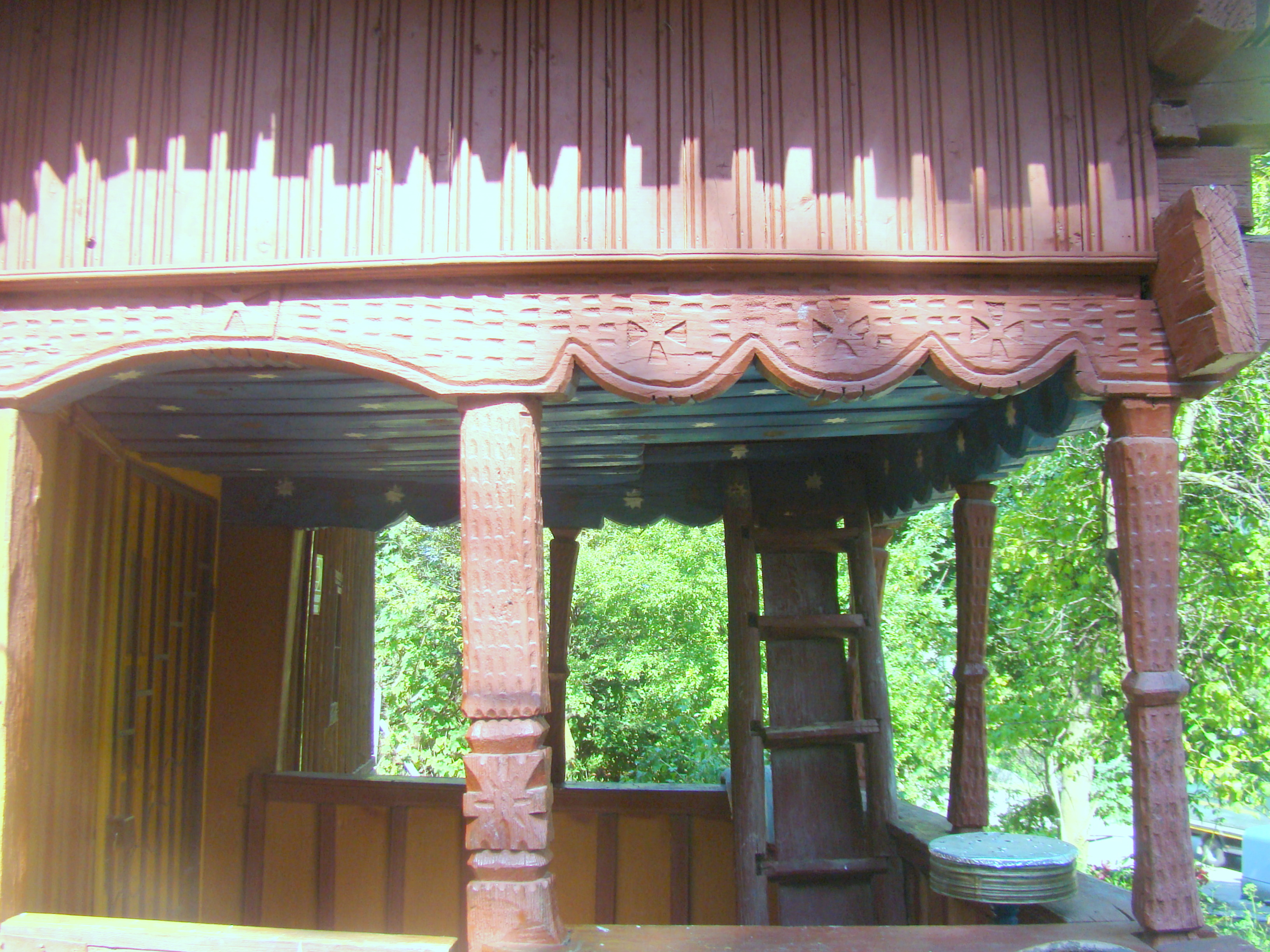
Pridvorul cu stâlpi frumos ornamentați
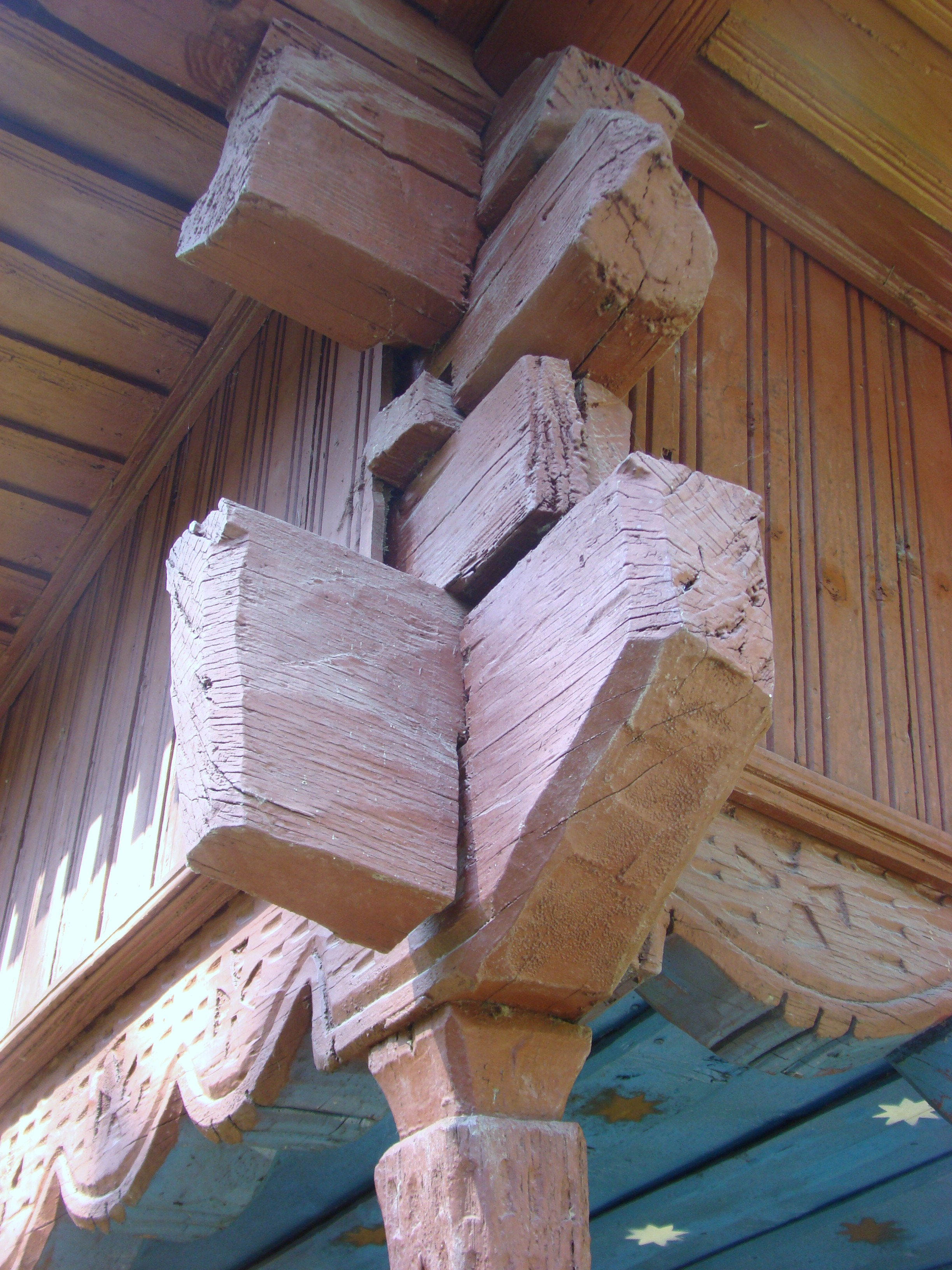
Console
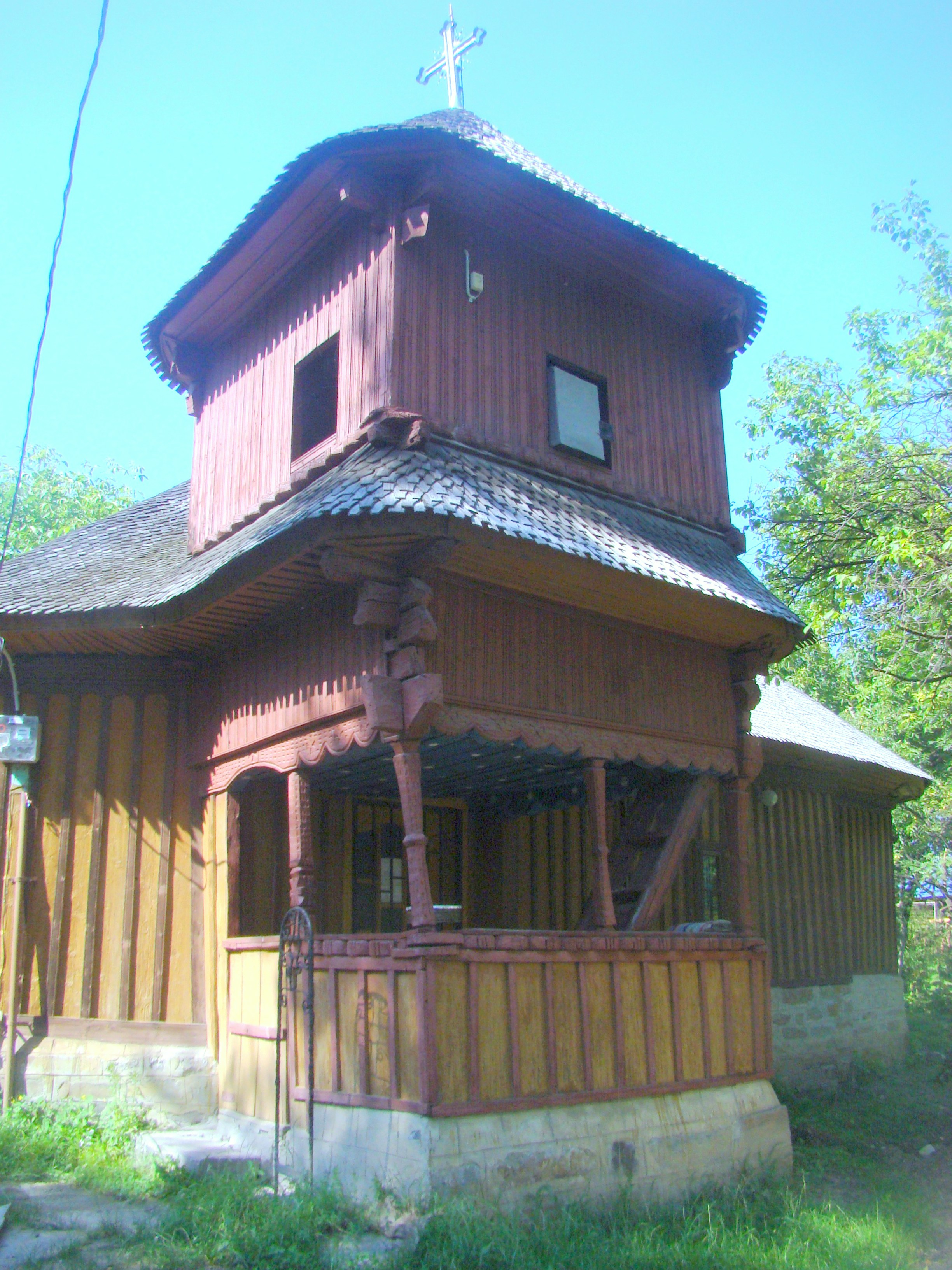
Biserica (sud)

## Imagini din interior

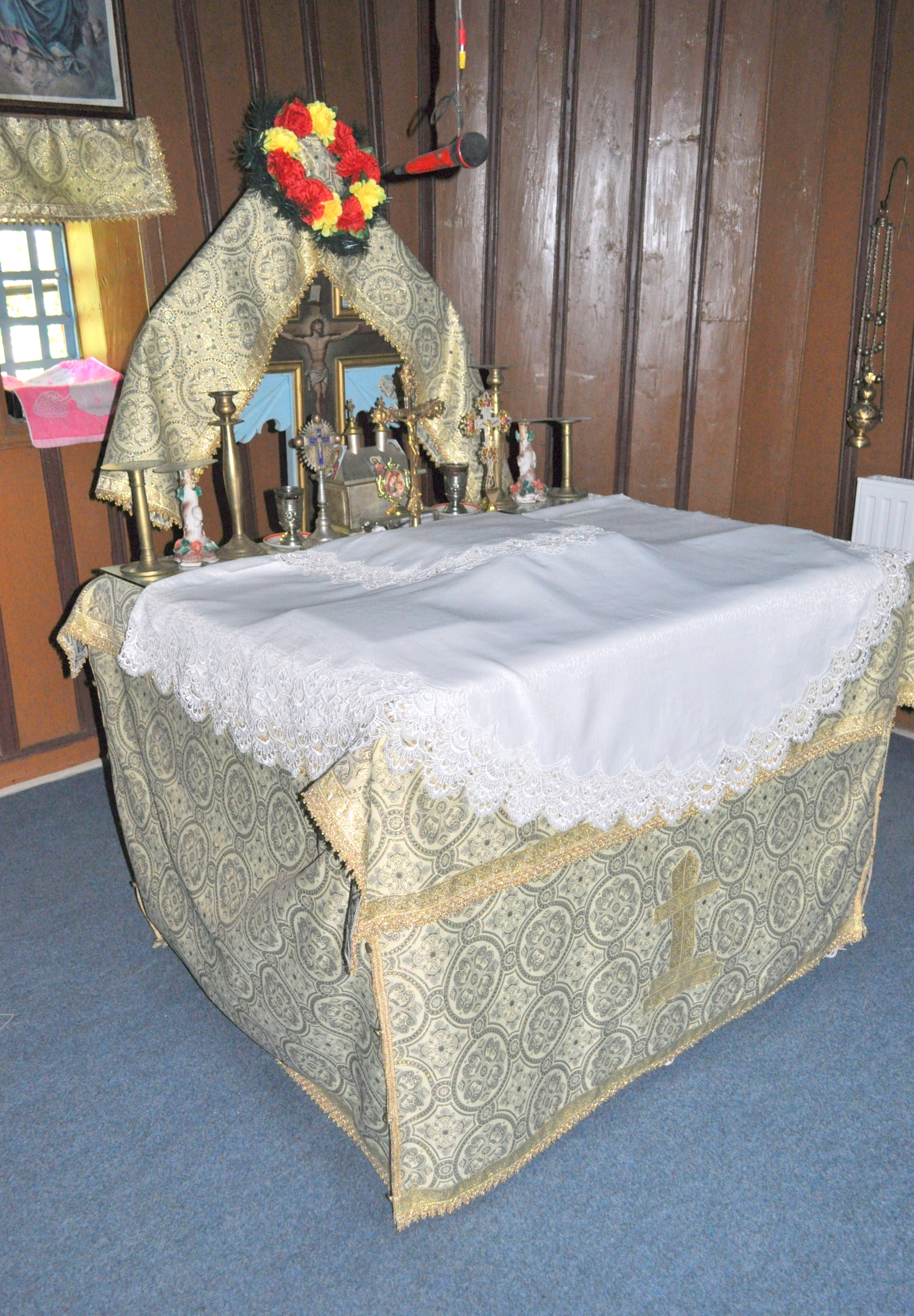
Masa altarului
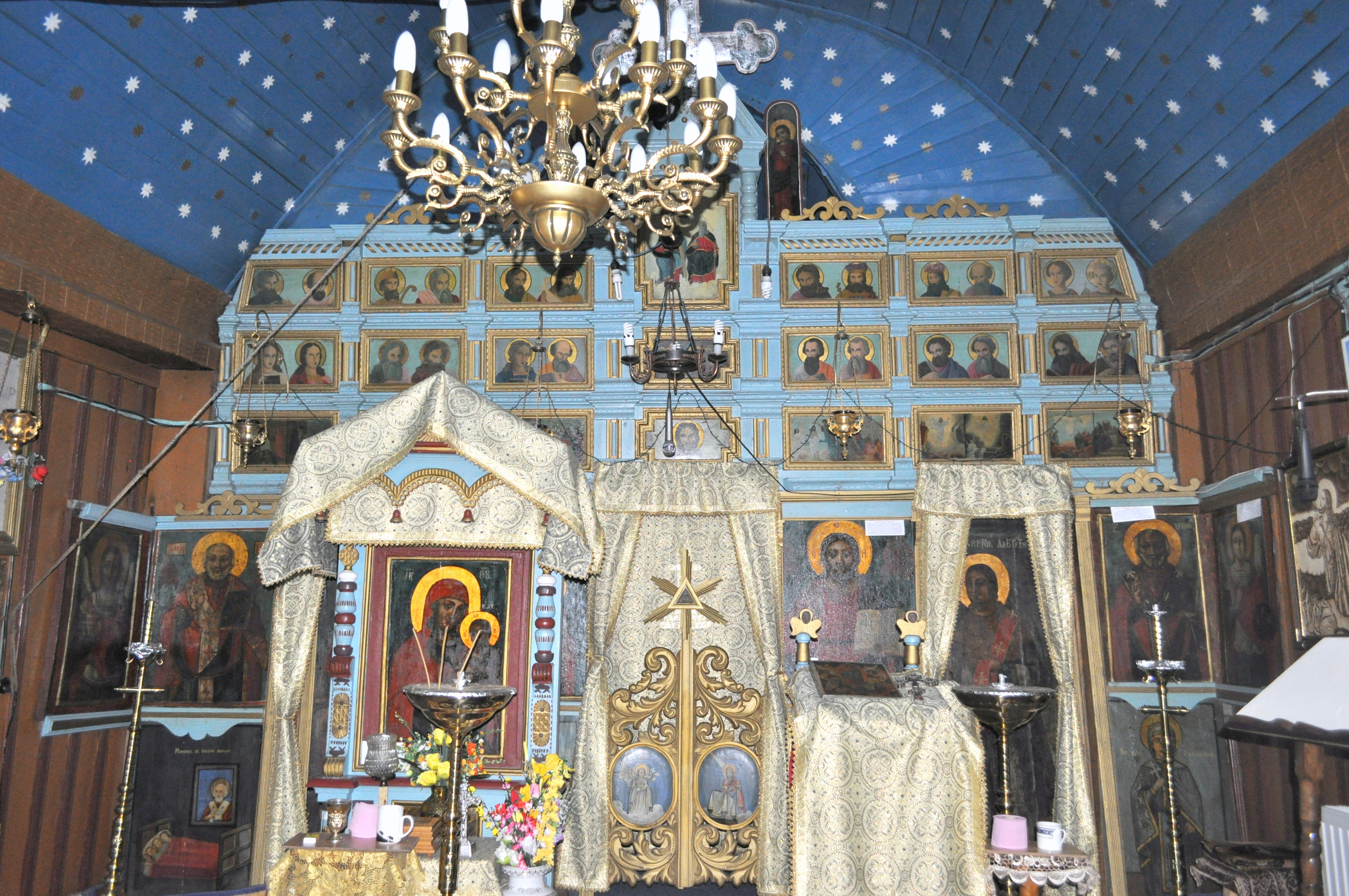
Iconostasul
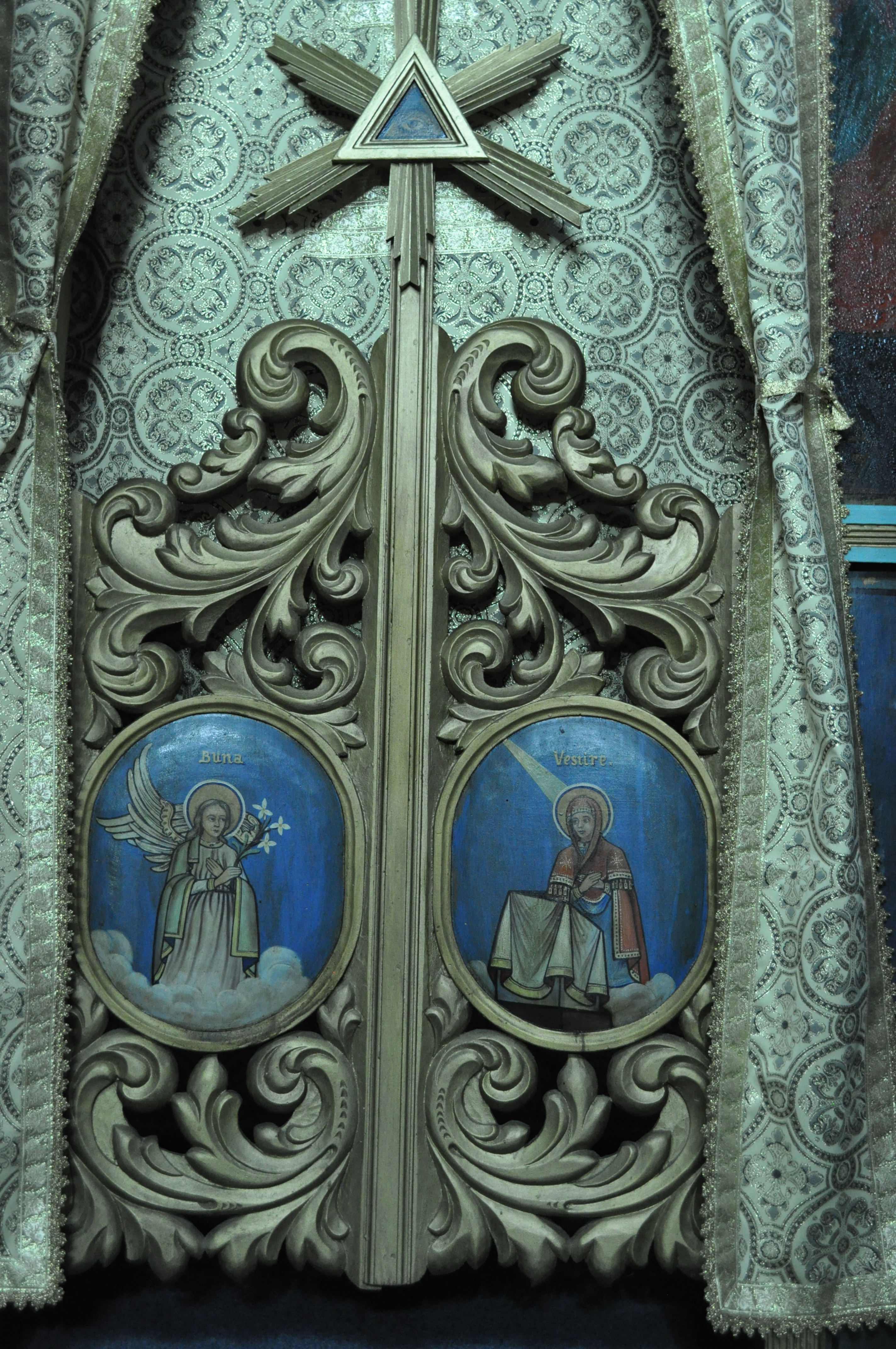
Ușile împărătești noi
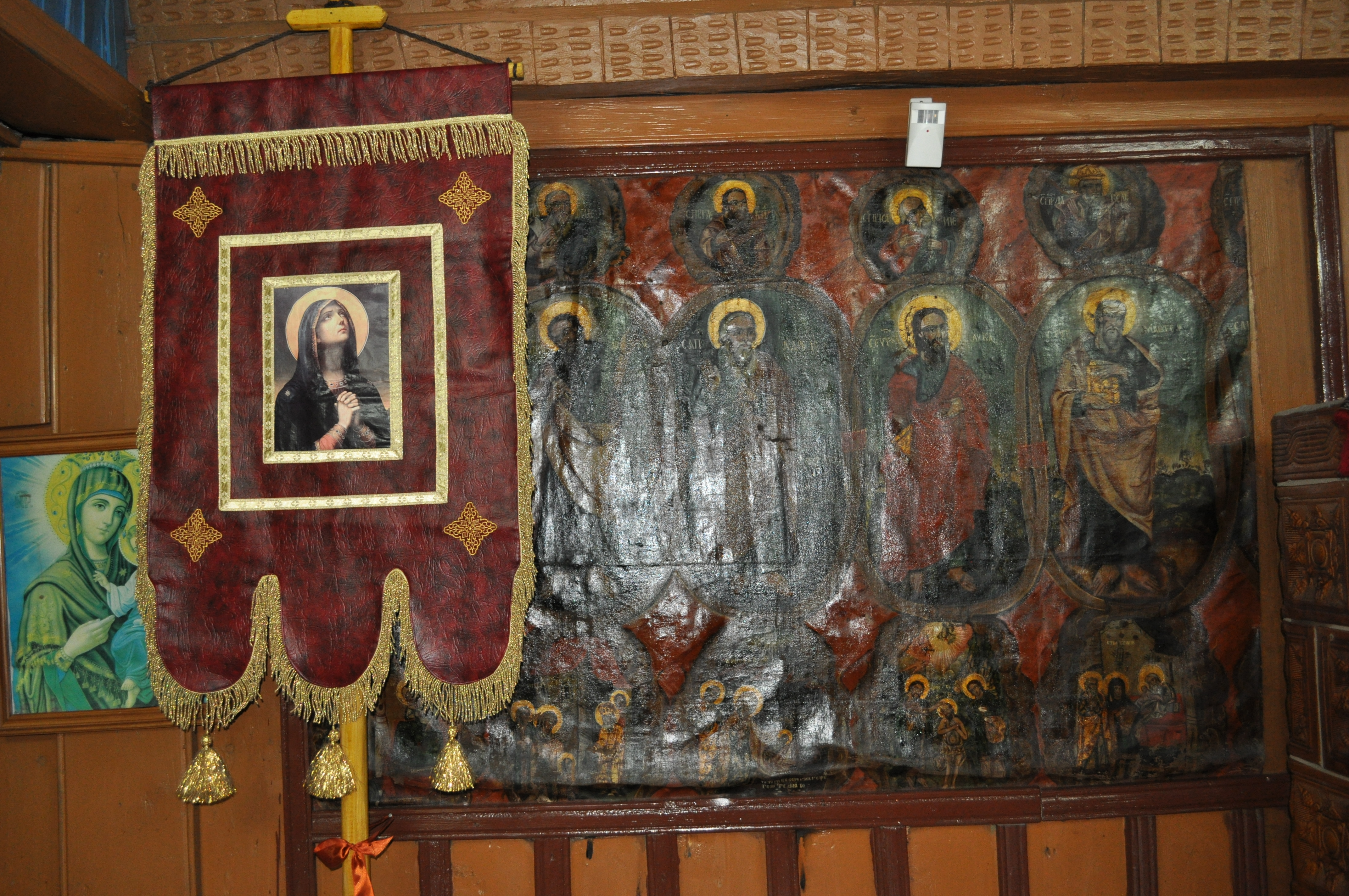
Fragmente din vechea catapeteasmă
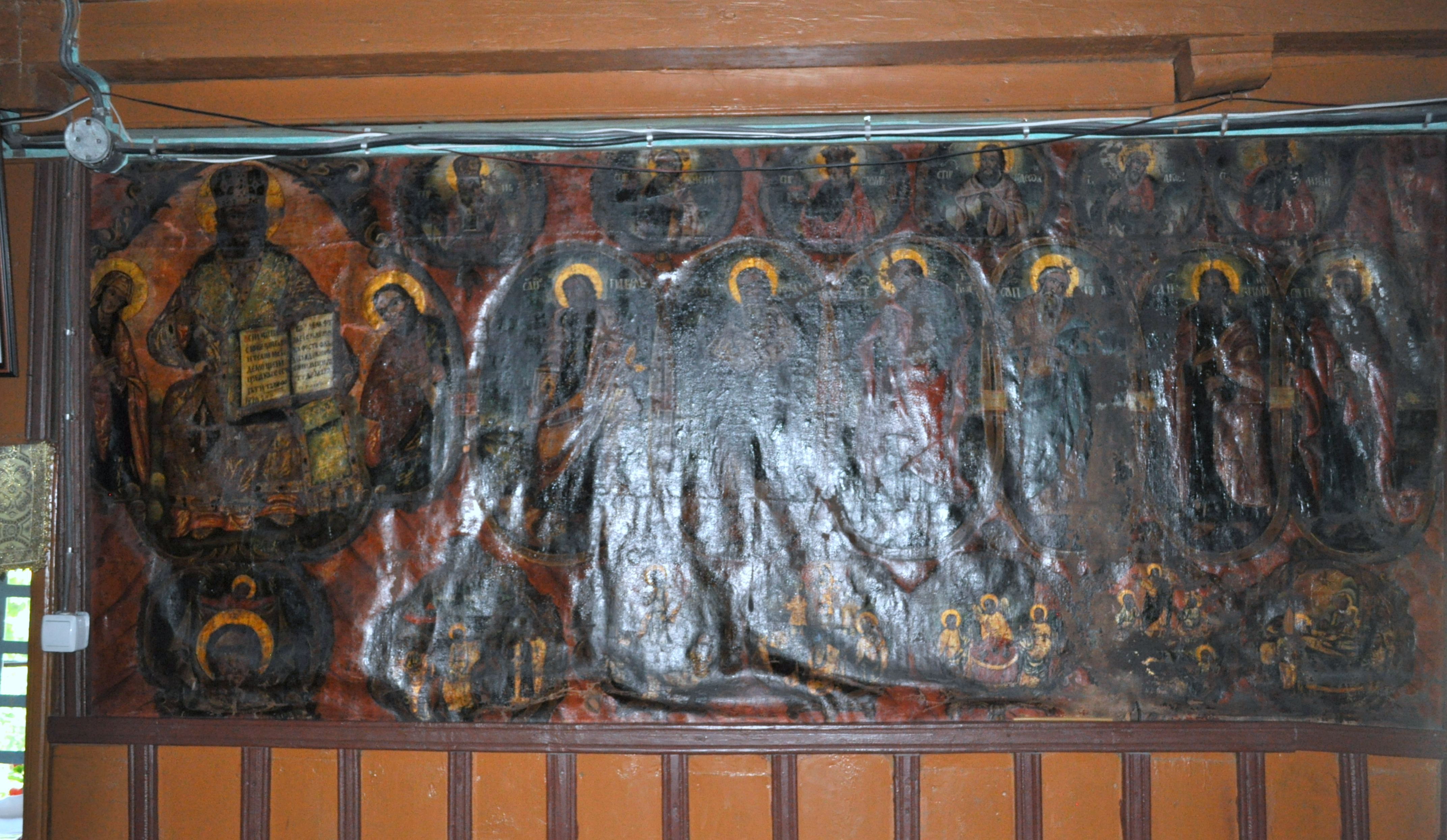
Fragmente din vechea catapeteasmă
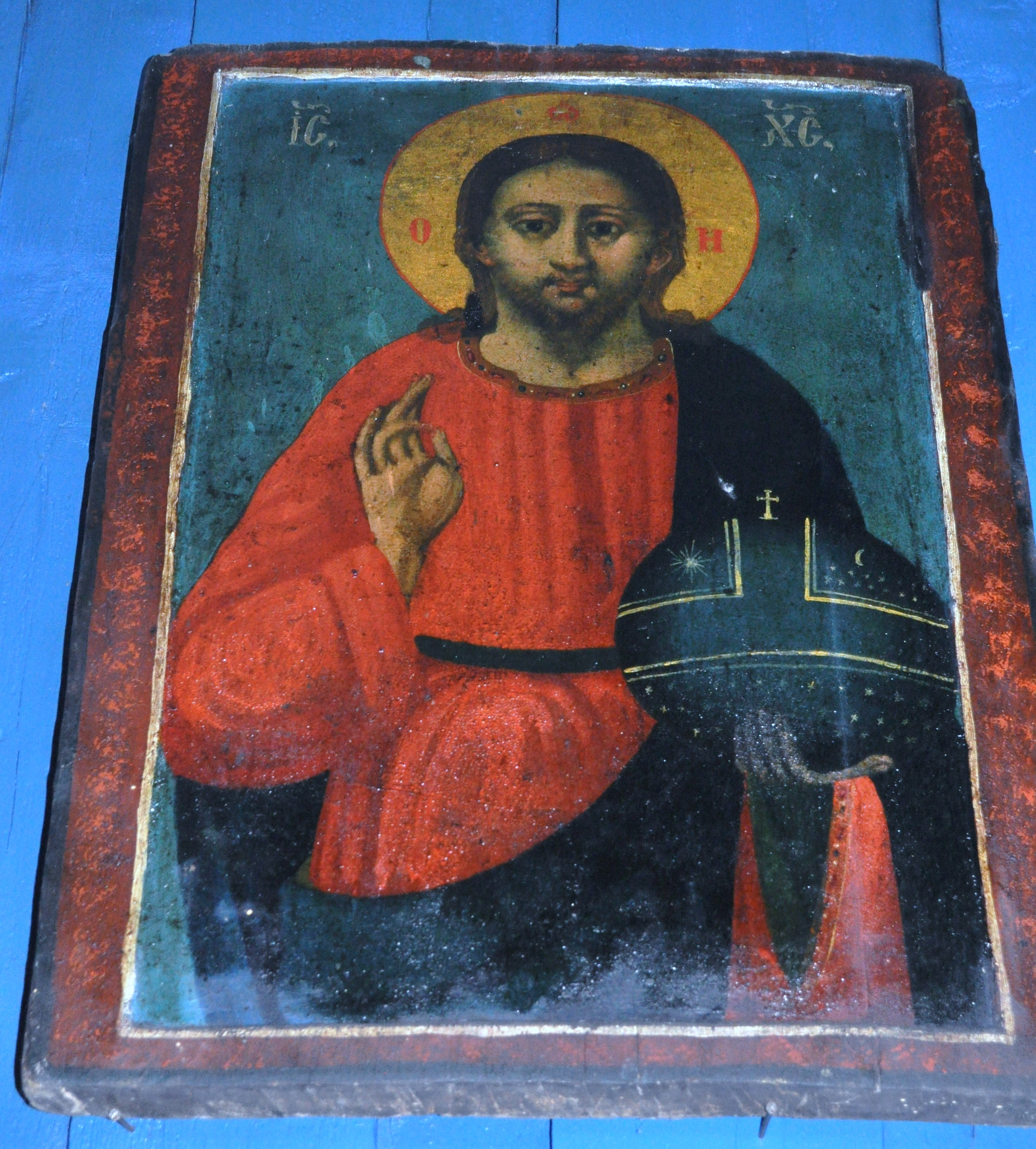
Icoana Mântuitorului
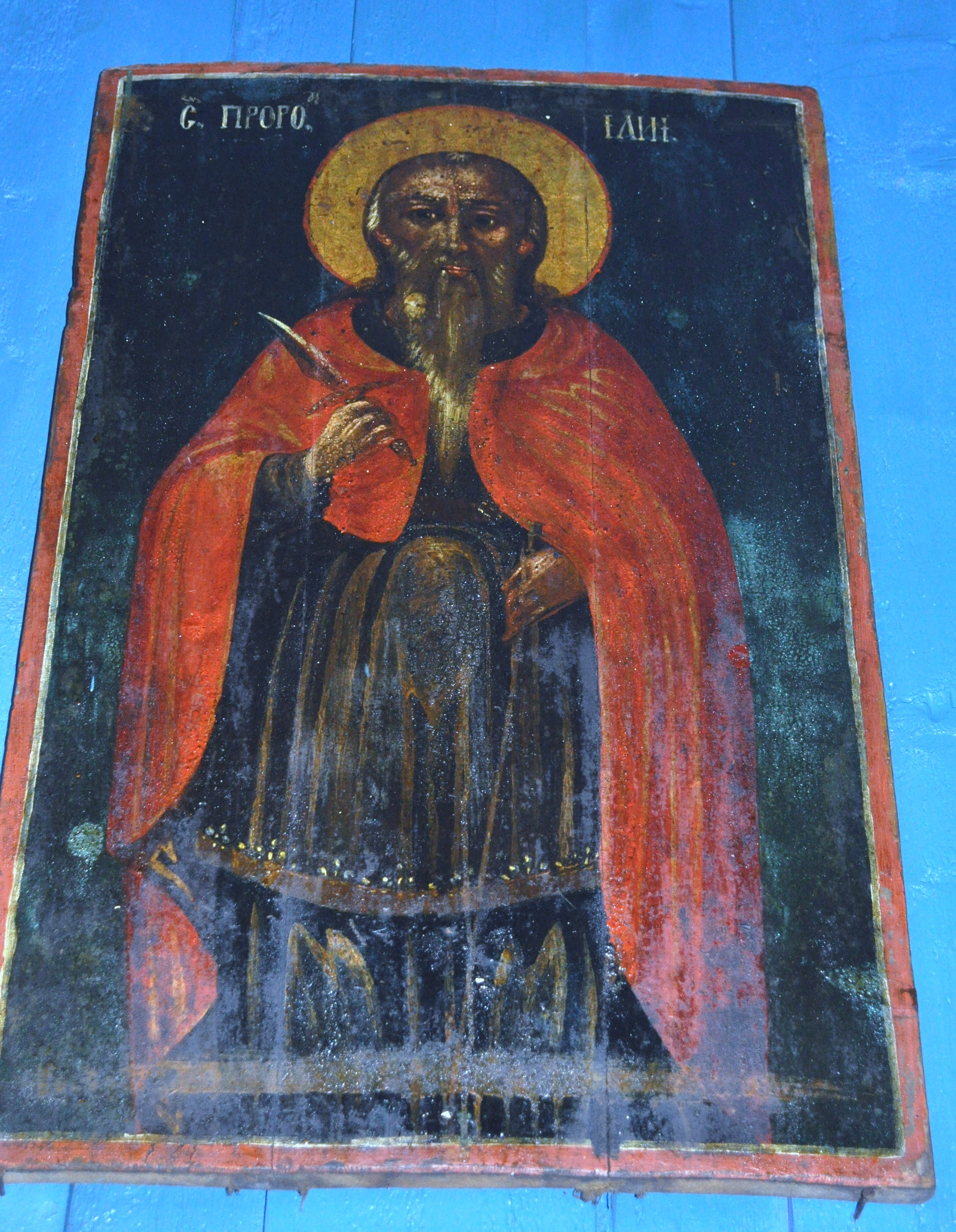
Sfântul Nicolae
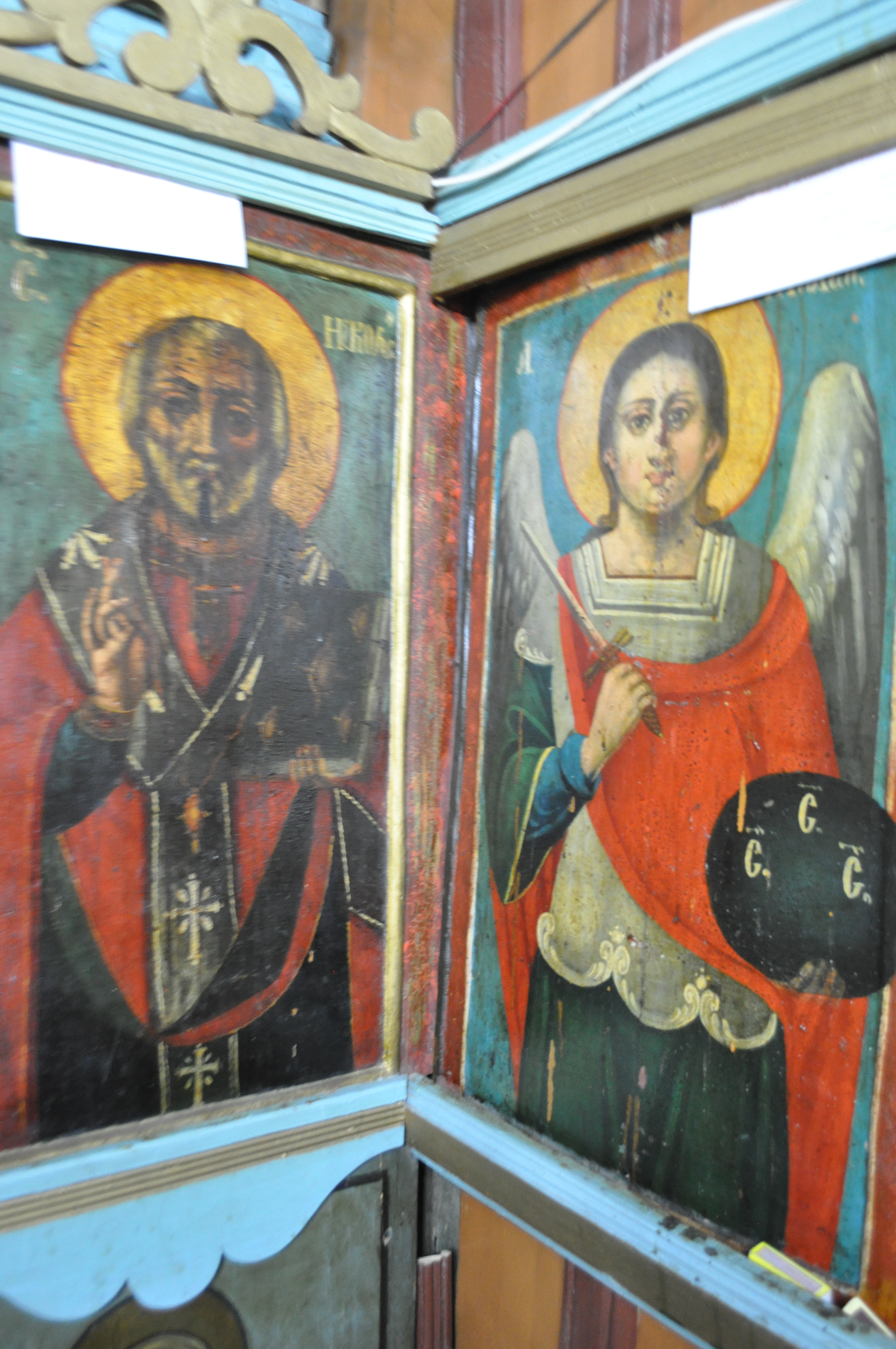
Icoane vechi la catapeteasmă
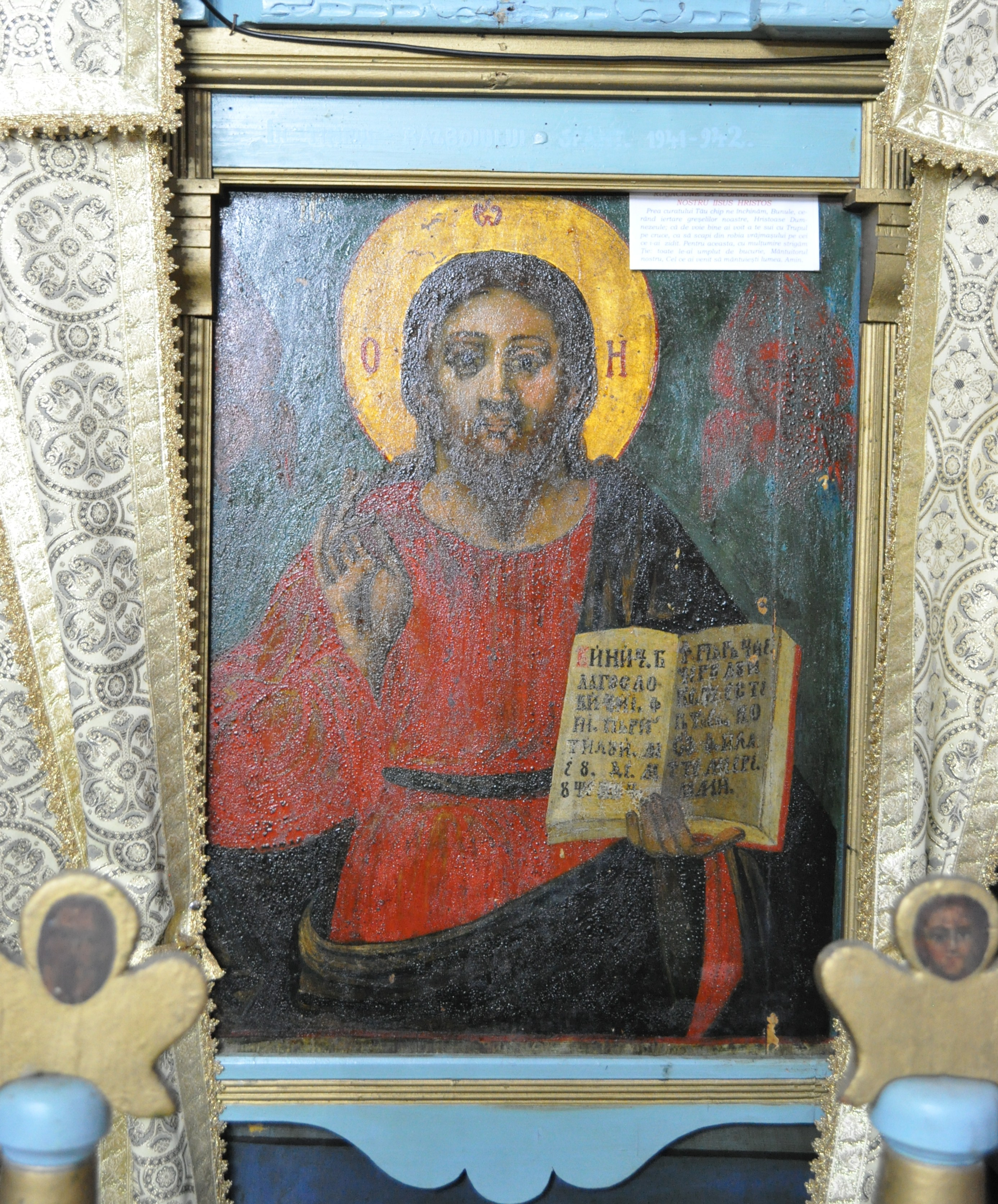
Icoane vechi la catapeteasmă
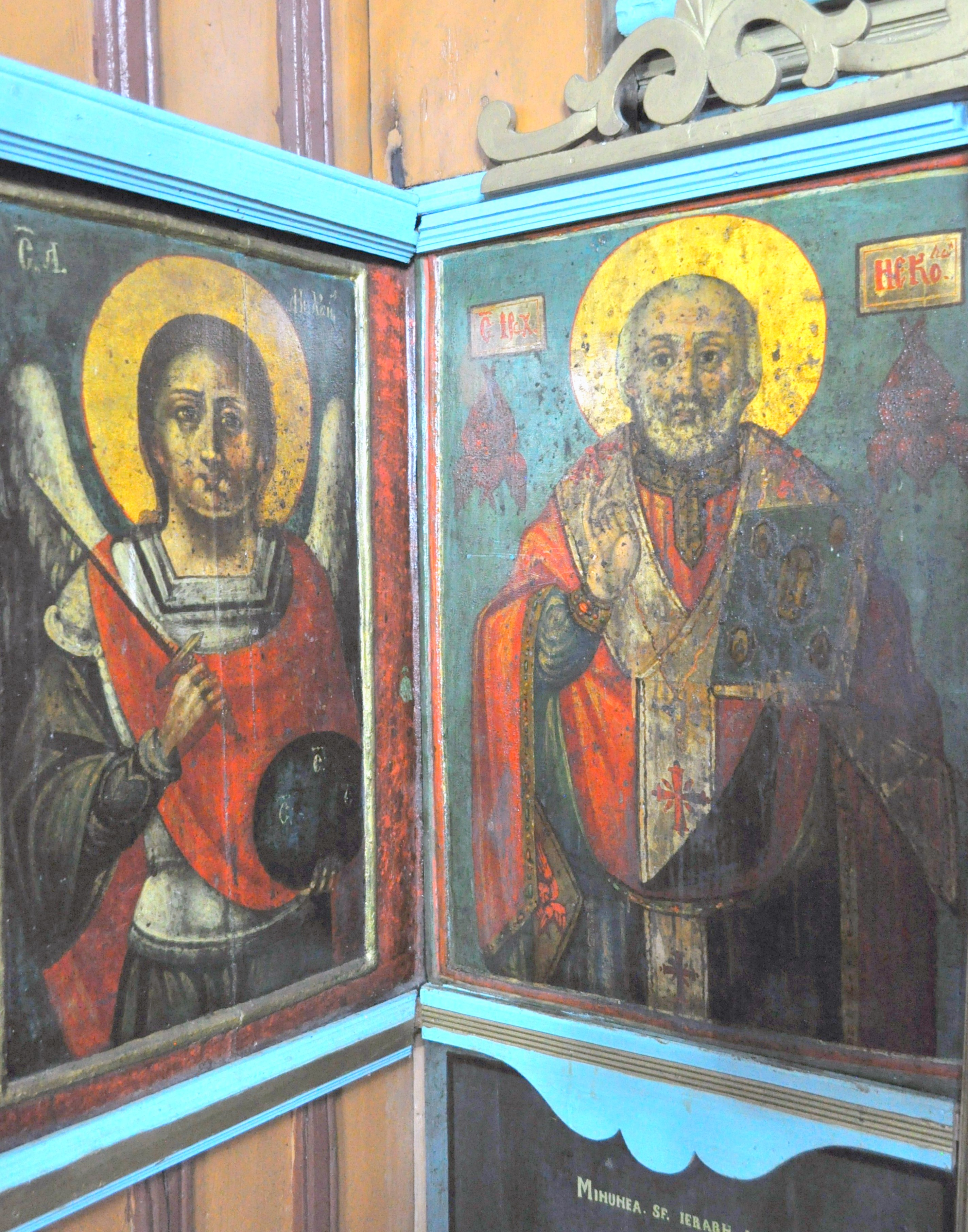
Icoane vechi la catapeteasmă
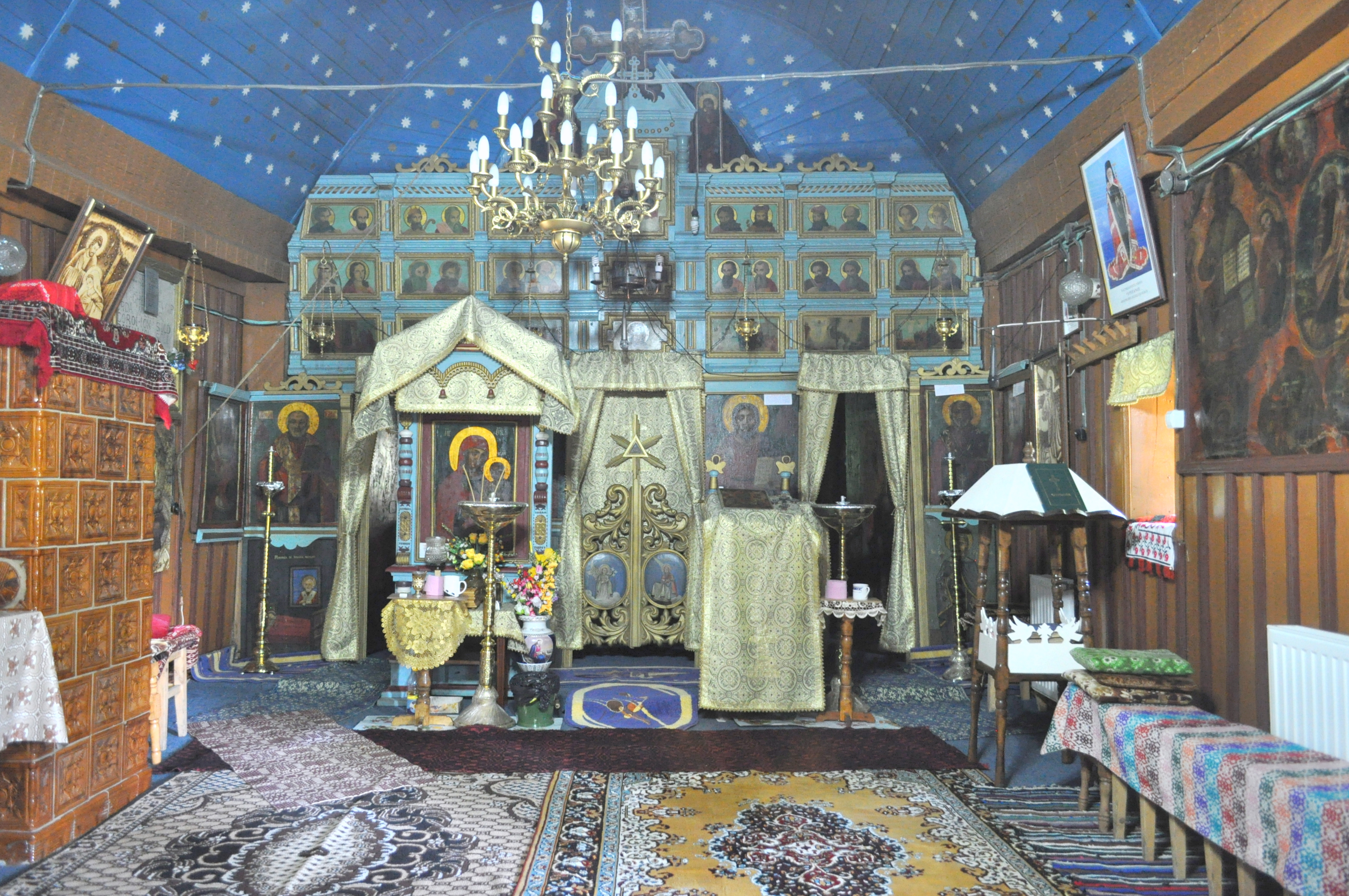
Interiorul navei
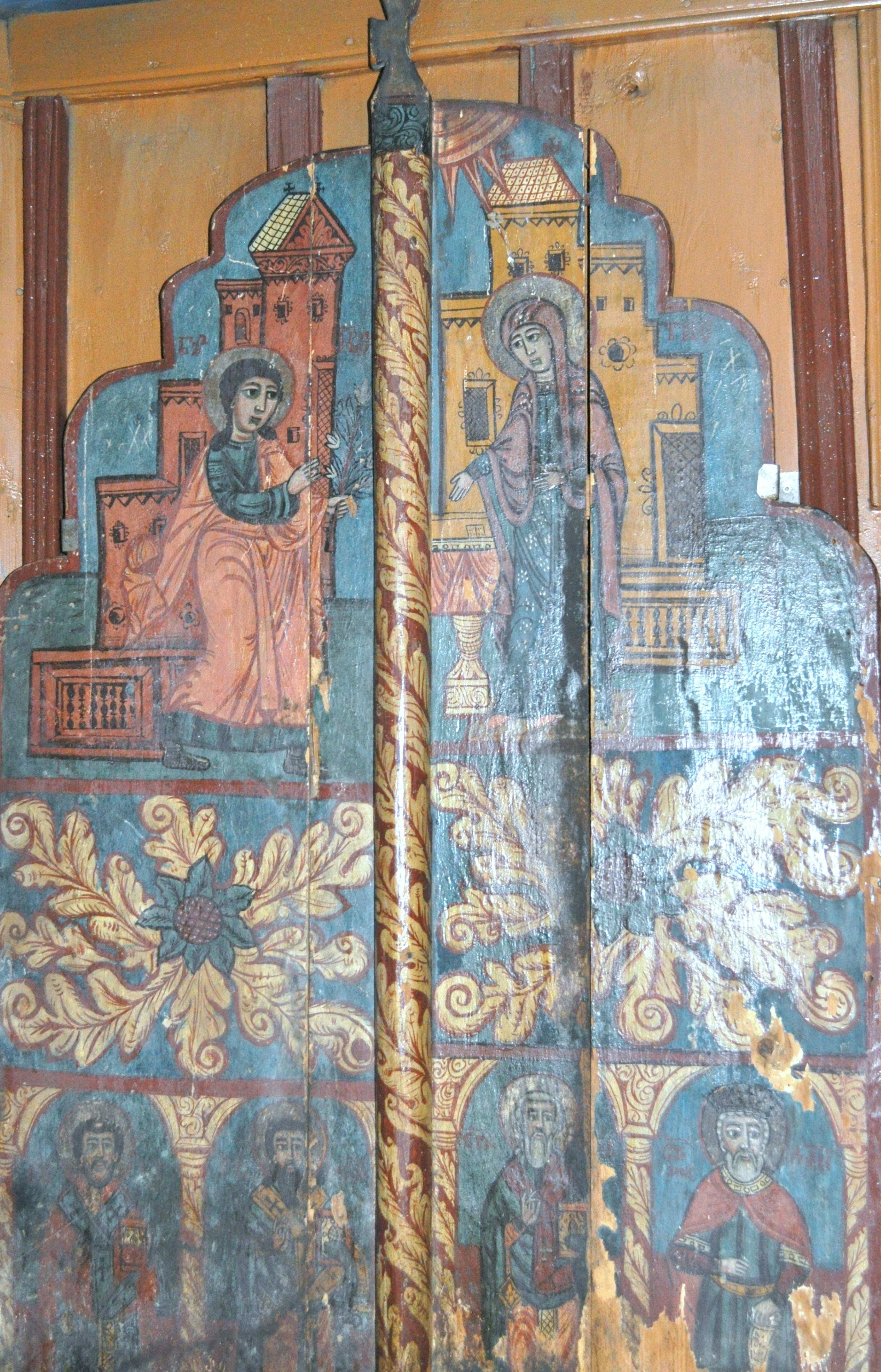
Ușile împărătești vechi
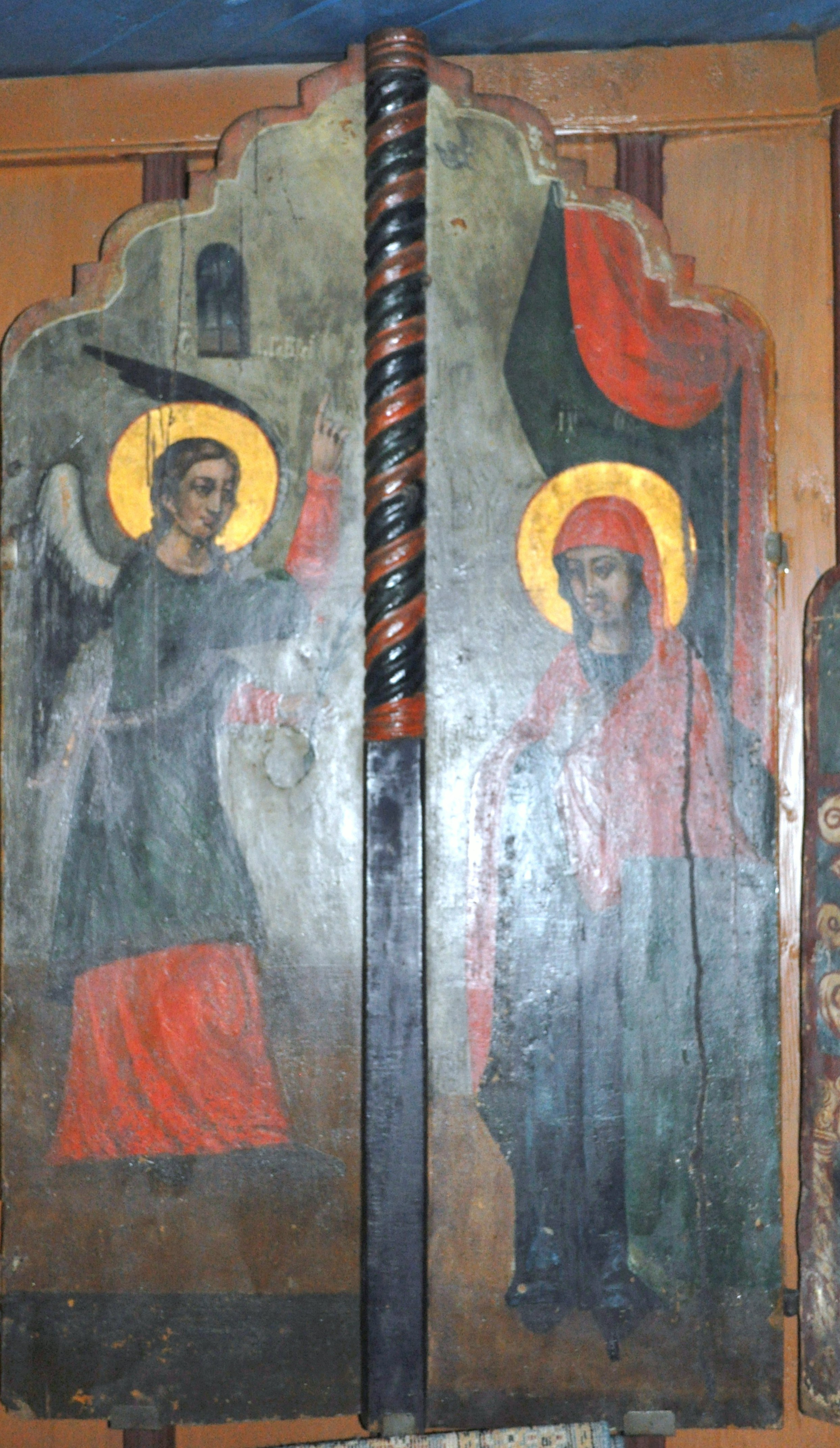
Ușile împărătești vechi